# Borilovets
Borilovets (Bulgaars: Бориловец) is een dorp in het noordwesten van Bulgarije, niet ver van de Servische grens. Het dorp is gelegen in de gemeente Bojnitsa in oblast Vidin. Het dorp ligt ongeveer 30 km ten noordwesten van Vidin en 159 km ten noordwesten van Sofia.

## Bevolking
Op 31 december 2020 telde het dorp Borilovets 110 inwoners. Het aantal inwoners vertoont al vele jaren een dalende trend: in de jaren 1934-1965 had het nog ruim 800 inwoners.
In het dorp wonen uitsluitend etnische Bulgaren en Roma. In de optionele volkstelling van 2011 identificeerden alle 176 ondervraagden zichzelf als etnische Bulgaren.
| Etnische samenstelling van de respondenten (2011) | Etnische samenstelling van de respondenten (2011) | Etnische samenstelling van de respondenten (2011) | Etnische samenstelling van de respondenten (2011) | Etnische samenstelling van de respondenten (2011) |
| ------------------------------------------------- | ------------------------------------------------- | ------------------------------------------------- | ------------------------------------------------- | ------------------------------------------------- |
|                                                   |                                                   |                                                   |                                                   |                                                   |
| Bulgaren                                          | Bulgaren                                          |                                                   | 81,49%                                            | 81,49%                                            |
| Turken                                            | Turken                                            |                                                   | 0,00%                                             | 0,00%                                             |
| Roma                                              | Roma                                              |                                                   | 17,55%                                            | 17,55%                                            |
| Anders/Onbekend                                   | Anders/Onbekend                                   |                                                   | 0,96%                                             | 0,96%                                             |